# 莫里斯·梅特林克

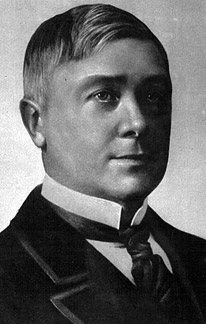
莫里斯·梅特林克

莫里斯·波利多尔·马里·贝尔纳·梅特林克（法語：Maurice Polydore Marie Bernard Maeterlinck，1862年8月29日—1949年5月6日），比利时诗人、剧作家、散文家，1911年诺贝尔文学奖获得者，其作品主题主要关于死亡及生命的意义。他的作品中最为人熟悉的是《青鸟》（L'Oiseau Bleu，1908年），曾被改编成多部电影。
梅特林克認為世界是由可見的事物與不可見的事物、可見的人與不可見的心靈所維繫。作家不應停止在表面可見現象的描寫，而應直入精神堂奧。基於這種哲學認識，梅特林克致力把「生活的淵源和隱秘之處探索出來」。
梅特林克发表过多部昆虫学书籍。其中1926年发表的《白蚁的生命》（La Vie des Termites）一书，几乎完全是抄袭南非诗人兼科学家Eugene Marais所写的《白蚁的灵魂》（The Soul of the White Ant）一书。伦敦大学生物学教授David Bignell认为《白蚁的生命》是学术抄袭的经典例子。

## 生平

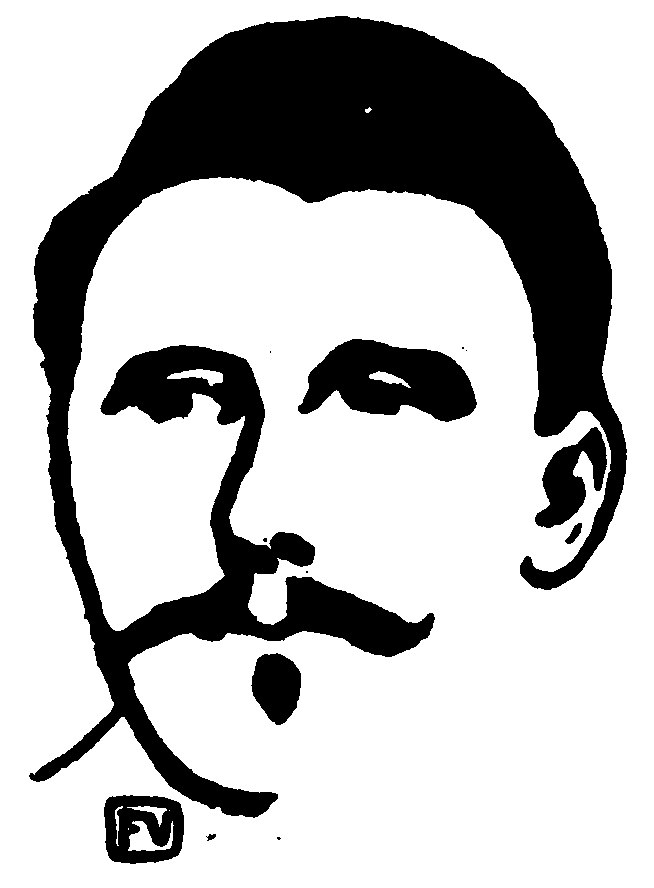
速寫，费利克斯·瓦洛东繪，1898年

梅特林克出生於比利时根特的一個富裕法语家庭，1885年在根特大学完成法律课程后曾赴法国巴黎参加象徵主义文学活动。1889年，他的第一部戏剧《玛莱娜公主》（La princesse Maleine）得到《费加罗报》文学评论家奥克塔夫·米尔博赞赏，从而一夜成名。随后数年，他发表了若干具有宿命论和神秘主义色彩的象徵主义戏剧，如《闖入者》（L'Intruse，1890年）、《群盲》（Les Aveugles，1890年）等。
1949年，梅特林克在法国尼斯逝世。

## 評價
- 孟憲忠認為，梅特林克的主要成就是他的一系列象徵主義戲劇：《玛莱娜公主》、《佩利亞斯與梅麗桑德》（Pelléas et Mélisande）、《闖入者》、《群盲》、《七公主》（Les sept princesses）、《青鳥》；這些戲劇突破了法國古典戲劇的傳統，不滿足於誇張情節、渲染感情，而是透視人類的靈魂和宇宙中超現象的力量。[2]

## 作品譯本

### 1949年以前的版本
- 傅東華/譯，《青鳥》，上海：商務印書館，1923年。
- 王維克/譯，《青鳥》，上海：泰東圖書局，1923年。
- 倫叟/譯，《婀拉亭與巴羅米德》，上海：商務印書館，1925年。
- 谷鳳田/譯，《愛的遺留》，北京：海音書局，1927年。
- 谷鳳田/譯，《拜梨雅士與梅李三德》，北京：海音書局，1927年。
- 徐蔚南/譯，《茂娜凡娜》，上海：開明書店，1928年。
- 蕭石君/譯，《梅特林劇曲選集》，上海中華書局，1934年。
- 靜子/譯，《圮塔》，上海：商務印書館，1934年。
- 田漢/譯，《檀泰琪兒之死》，上海，現代書局，1935年。
- 古猶人/譯，《嫫娜娃娜》，上海：大光書局，1936年。
- 馬耳/譯，《喬婉娜》，重慶：建國書店，1944年。
- 盧布蘭(G.Leblanc)羅塞/譯，《青鳥》，昆明：黎明社，1944年。
- 王石城/編譯，《水落石出》，重慶：商務印書館，1945年。
- 孫家新/譯，《梅麗桑》，重慶：文通書局，1946年。

### 1949年後的繁體本
- 啟明書局編譯所/譯，《一把鑰匙》，台北市：啟明，1958年。
- 陳正仰/譯，《青鳥》，台北市：正文，1972年。
- 不著譯者，《青鳥》，台北市：地球出版，1986年。
- 唐玉美/主編，《青鳥》，台北市：文國書局，1986年。
- 鄭佩香/編，朱明珠/改寫，《青鳥》，高雄：大眾，1988年。
- 嶺月/譯寫，《青鳥》，台北市：台英雜誌，1989年、1995年。
- 井元陽子、永田萌/繪畫，《青鳥》，香港：時代生活叢書，1992年。
- 姬旻若改寫，《青鳥》，台北市：光復，1995年。
- 不著譯者，《青鳥》，台北市：國際少年村，1996年。
- 周願同/改寫，張麗/繪圖，《青鳥》，台北市：台灣東方，1997年。
- 李淑貞/編譯，《青鳥》，台北市：九儀，1998年。
- 張臺青/譯，《青鳥》，台北市：人本自然出版，2000年。
- 林鳴仁等人/編著，沈汶誼/插圖，《青鳥》，台南市：光田，2001年。
- 肖俊風/譯，《青鳥》，台中市：晨星發行，2002年。
- 殷麗君/譯寫，白蒂莉亞(Maria Battaglia)/繪圖，《青鳥》，台北市：台灣麥克，2002年。
- 黃瑾瑜/譯，《螞蟻的生活》，台北市：普天出版，2003年。
- 不著譯者，《白螞的生活》，台北縣：普天出版，2003年。
- 朱陵/譯，《青鳥》，台北市：新潮社，2004年。
- 喬絲安/譯，《青鳥》，臺北縣：華谷文化，2004年。
- 陳蓁美/譯，《花的智慧》，台中市：晨星出版，2005年。
- 游政榮/譯，《青鳥》，新竹市：時行臺語文會出版，2006年。
- 登亞/編繪，《青鳥》，台北縣：風車出版，2008年。
- 秦儀原創漫畫，《青鳥》，台北市：福地出版，2008年。
- 朱陵/譯，《青鳥：幸福是什麼？青鳥在哪裡？》，台北縣，元麓書社出版，2009年。

### 1949年後的簡體本
- 譚立德等人/譯，《花的智慧》，北京：漓江出版社，2001年。
- 吳群芳等人/譯，《智慧的力量》，中國檔案出版社，2001年。
- 李斯、董廣才/譯，《蜜蜂的生活；雙重花園》，哈爾濱出版社，2004年。
- 陳訓明/譯，《梅特林克散文選》，百花文藝出版社，2009年。
- 不著譯者，《謙卑者的財富》，中國國際廣播出版社，2009年。
- 不著譯者，《幸福人生的完美指南》陝西師範大學出版社，2009年。

## 相關作品
- 梅特林克等人/著，田智等人/譯，《沙漏：外國哲理散文選》，台北市：出版單位不詳，1992年。
- 藝術音樂領域幾齣重要歌劇曾取材自梅特林克的劇作，包括巴托克《蓝胡子公爵的城堡》、德彪西《佩利亞斯與梅麗桑德》，以及保罗·杜卡《阿莉亞與藍鬍子》等，被稱為「童話三聯劇」[3]。

## 其他
- 《青鸟》：“大多数人从生到死始终没有享受过身边的幸福，是因为他们有一种错觉，认为物质享受才是幸福。其实，真正的幸福是用一颗无私的心帮助他人而带来的精神享受，助人为快乐之本。”